# Zoman FC
Der Zoman Football Club ist ein ivorischer Fußballverein aus Abidjan. Aktuell spielt der Verein in der ersten Liga, der Ligue 1.

## Stadion
Der Verein trägt seine Heimspiele im Complexe Sportif Jesse Jackson im Yopougon, einem Stadtteil von Abidjan, aus.

## Erfolge
- Ligue 2: 2023 (Gruppe A)  ▲